# Comisión Thorn
La Comisión Thorn es el nombre utilizado para hacer referencia a la Comisión Europea presidida por Gaston Thorn desde el 6 de enero de 1981 hasta el 5 de enero de 1985. Su antecesora fue la Comisión Jenkins y su predecesora sería la Comisión Delors.
La Comisión Thorn trabajó en plena crisis económica y tuvo que acelerar la ampliación de la Comunidad Europea en la que entrarían Grecia, España y Portugal, a la vez que avanzaba en la consecución del Acta Única Europea de 1986. Sin embargo, el periodo de estancamiento económico europeo provocado por los problemas económicos, así como el veto británico a la aprobación del presupuesto comunitario, supuso que Thorn no fuera capaz de avanzar significativamente en los objetivos marcados.